# Шаматан
Шаматан (узб. Shamaton, Шаматон) — міське селище в Узбекистані, в Шахрисабзькому районі Кашкадар'їнської області.
Статус міського селища з 2009 року.